# مائدا توشی‌تسونه
مائدا توشیتسونه (انگلیسی: Maeda Toshitsune؛ ۱۶ ژانویهٔ ۱۵۹۴ – ۷ نوامبر ۱۶۵۸، aged ۶۴) یک سیاست‌مدار اهل ژاپن بود.